# Begonia petasitifolia
Espèce
Begonia petasitifolia est une espèce de plantes de la famille des Begoniaceae. Ce bégonia est originaire du Brésil. L'espèce fait partie de la section Pritzelia. Elle a été décrite en 1971 par Alexander Curt Brade (1881-1971). L'épithète spécifique petasitifolia signifie « à feuille de Pétasite », en référence au feuillage dont le limbe arrondi rappelle celui des espèces du genre Petasites.

## Description

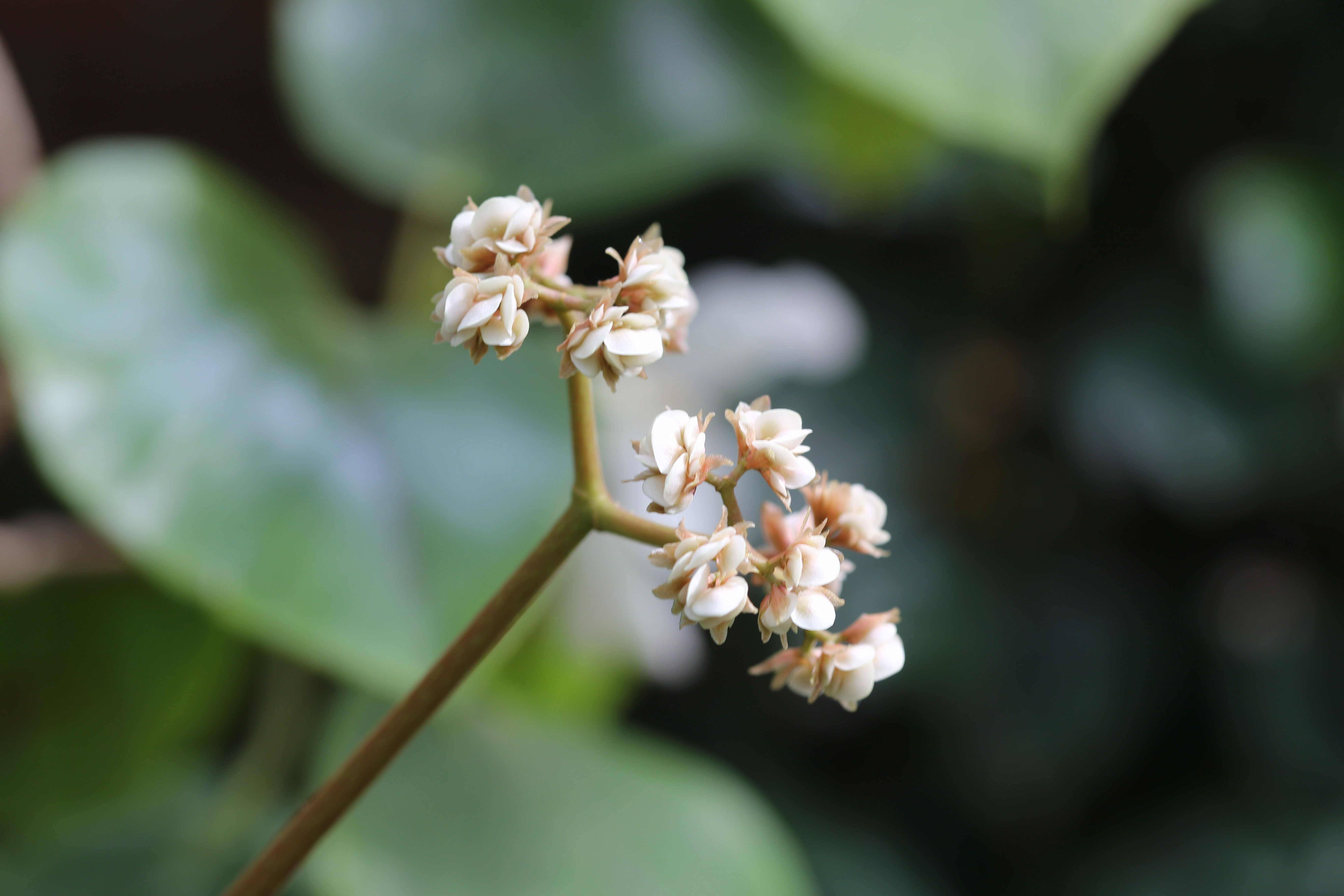
Détail de la floraison, spécimen cultivé

## Répartition géographique
Cette espèce est originaire du pays suivant : Brésil.